# Blang Dalam (Peusangan)
Blang Dalam is een bestuurslaag in het regentschap Bireuen van de provincie Atjeh, Indonesië. Blang Dalam telt 399 inwoners (volkstelling 2010).